# Romee Strijd
Romee Strijd, född 19 juli 1995 i Zoetermeer, Sydholland, är en nederländsk fotomodell. Hon är sedan 2015 en av Victoria's Secret Angels.